# Репнин, Василий Иванович Меньшой
Василий Иванович Меньшой Репнин (ум. после 1537) — князь, воевода, младший из сыновей князя Ивана Михайловича Репни Оболенского.
С 1527 года числился как воевода в Ростиславле, в то время как к городу подходило войска крымского царевича Ислам-Гирея. После того как русские войска получили подкрепения из города Каширы и Москвы им удалось одержать вверх в борьбе с татарами. Стал третьим воеводой в Коломне по наступлению августа 1528 года. В Кашире четвёртый воевода с 1529 года и второй воевода в Серпухове. С июля 1531 стал третьим воеводой в Кашире вместе с братом Петром. Водил полк из Можайска в Литву (ноябрь 1534). Стал воеводой на Угре с 1536—1537 года. В сентябре 1537 года вводил рать к Казани.
Жена - княгиня София.
Оставил по некоторым данным единственного сына Андрея.